# Toyonaka
Toyonaka (豊中市 Toyonaka-shi) és una ciutat i municipi de la prefectura d'Osaka, al Japó. És la cinquena ciutat en població de la prefectura d'Osaka.

## Geografia
Toyonaka es troba al nord de la ciutat d'Osaka, limitant a l'oest amb el municipi d'Amagasaki i d'Itami, els dos a la prefectura de Hyogo, el darrer amb el qual comparteix part del complex de l'Aeroport Internacional d'Osaka. A l'est limita amb el municipi de Suita. També comparteix amb el terme municipal de Suita el barri residencial Senri New Town. Al nord limita amb els municipis d'Ikeda i Minō.

## Història
La ciutat va ser fundad en el seu estatus legal actual el 15 d'octubre de 1936.

## Política

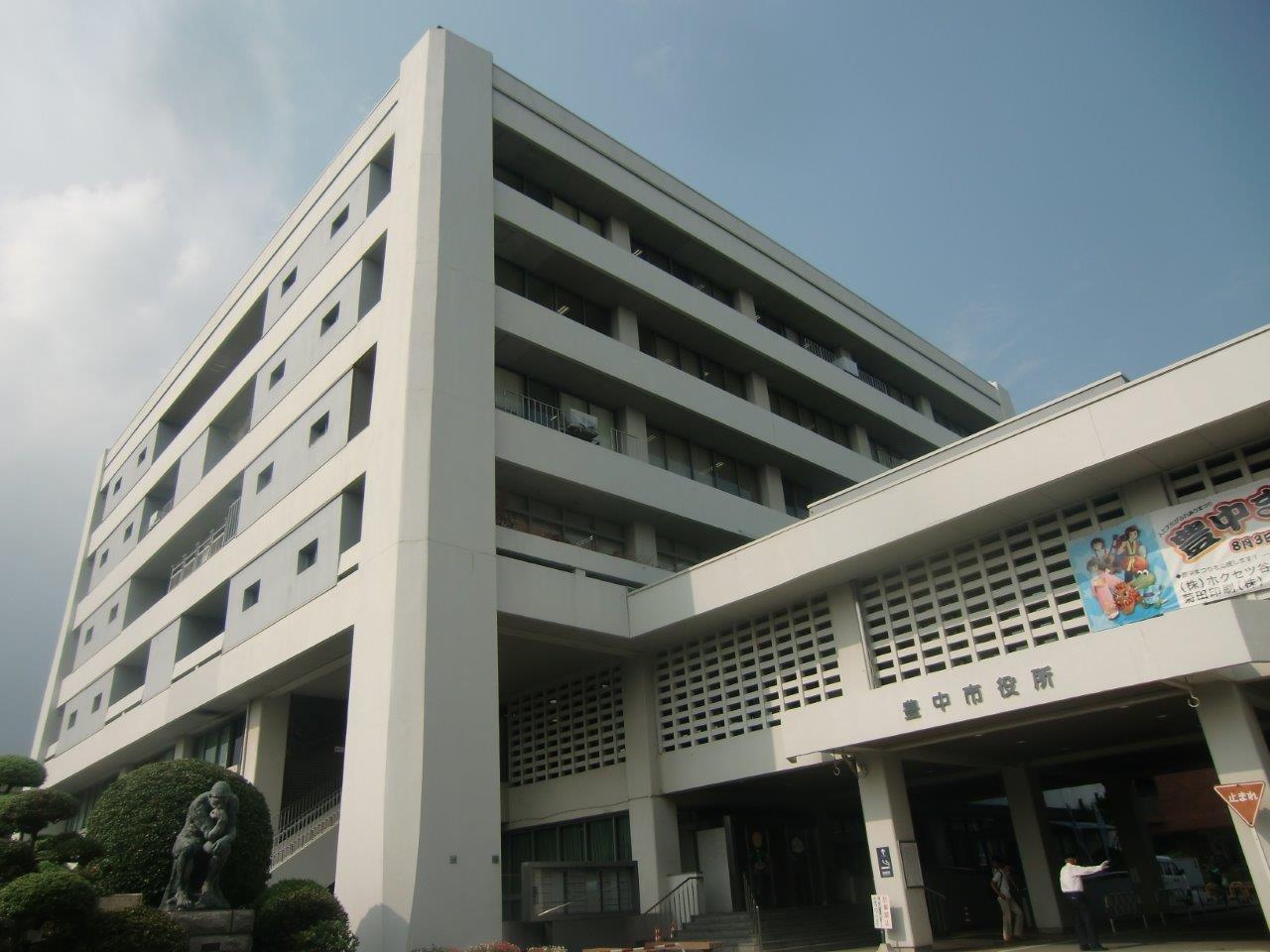
Edifici de l'ajuntament de Toyonaka

### Assemblea municipal
La composició del ple municipal de Toyonaka és la següent:
| Partit | Partit                               | Partit  | Regidors |
| ------ | ------------------------------------ | ------- | -------- |
|        | Kōmeitō                              | KMT     | 9 / 34   |
|        | Associació de la Restauració d'Osaka | OIK     | 7 / 34   |
|        | Partit Liberal Democràtic            | PLD     | 5 / 34   |
|        | Partit Comunista del Japó            | PCJ     | 4 / 34   |
|        | PDC-PDG                              | PDC-PDG | 4 / 34   |
|        | Independents                         |         | 5 / 34   |
|        | Escons vacants                       |         | 0 / 34   |

### Alcaldes
En aquesta taula només es reflecteixen els alcaldes democràtics, és a dir, des de l'any 1947.
| Període   | Alcalde            | Partit |
| --------- | ------------------ | ------ |
| 1947-1951 | Kōtarō Fujii       | Ind    |
| 1951-1955 | Juuzō Tsukamoto    | PSJ    |
| 1955-1966 | Tasuku Fujito      | Ind.   |
| 1966-1974 | Yoshiharu Takeuchi | Ind.   |
| 1974-1990 | Teruo Shimomura    | Ind.   |
| 1990-1998 | Minoru Hayashi     | Ind.   |
| 1998-2006 | Sadateru Isshiki   | Ind.   |
| 2006-2018 | Keichirō Asari     | Ind    |
| 2018-     | Shigeki Osanai     | Ind    |

## Gent popular
- Osamu Tezuka, dibuixant de manga.